# Le radici del cielo (album)
Le radici del cielo è un album del cantante italiano Al Bano pubblicato nel 2005 in Italia. Nel 2006 è stato pubblicato anche in Germania e in Romania con il titolo Amara e bella. L'argomento principale di alcune delle canzoni dell'album è il Sud, un omaggio alla regione di Al Bano, la Puglia. Il CD contiene canzoni in dialetto pugliese, Mieru mieru e Na, na, na, ma anche Ti parlo del sud, la tarantella Amara e bella e Le radici del cielo. Tutte le canzoni sono state arrangiate da Alterisio Paoletti.

## Tracce
1. MammaAmerica (Albano Carrisi, Giuseppe Fulcheri)
2. Il covo delle aquile (Albano Carrisi, Andrea Lo Vecchio)
3. Padre nostro (Tradizionale,  Albano Carrisi, Alterisio Paoletti)
4. Tu per sempre (Albano Carrisi, Fabrizio Berlincioni, Alterisio Paoletti)
5. Vieni nel sole (Albano Carrisi, John Noville, Boris Köhler, Olaf Jeglitza, Sebastian Erl)
6. Mieru mieru (Albano Carrisi)
7. Il più grande sogno (Albano Carrisi,  Giuseppe Fulcheri)
8. Negra sombra (Juan Montes, Rosalía de Castro,  Albano Carrisi, Alterisio Paoletti)
9. Le radici del cielo (Albano Carrisi, Pino Aprile)
10. Na, na, na (Albano Carrisi, Romina Power)
11. Telenorba (Albano Carrisi, V. Aprile)
12. Amara e bella (Giuseppe Fulcheri, Yari Carrisi)
13. Ti parlo del sud (Pino Aprile)

## Formazione
- Al Bano – voce
- Giovanni Francesca – chitarra
- Alterisio Paoletti – programmazione
- Adriano Martino – chitarra
- Roberto Fallarino – programmazione
- Maurizio Dei Lazzaretti – batteria
- Roberto Gallinelli – basso
- Dorina Marcova – violino
- Alessandra Puglisi, Luana Heredia, Luca Velletri – cori

## Classifiche
| Classifica | Posizione |
| ---------- | --------- |
| Italia     | 63        |